# ISO 3166-2:LC
ISO 3166-2:LC – kody ISO 3166-2 dla Saint Lucia.
Kody ISO 3166-2 to część standardu ISO 3166 publikowanego przez Międzynarodową Organizację Normalizacyjną. Kody te są przypisywane głównym jednostkom podziału administracyjnego, takim jak np. województwa czy stany każdego kraju posiadającego kod w standardzie ISO 3166-1.
Aktualnie (2017) dla Saint Lucia zdefiniowano kody dla 10 dystryktów.
Pierwsza część oznaczenia to kod Saint Lucia zgodnie z ISO 3166-1, natomiast druga część oznaczenia znajdująca się po myślniku to dwucyfrowy kod jednostki administracyjnej. 

## Kody ISO
| Kod ISO | Nazwa jednostki administracyjnej | Rodzaj jednostki administracyjnej |
| ------- | -------------------------------- | --------------------------------- |
| LC-01   | Anse la Raye                     | dystrykt                          |
| LC-02   | Castries                         | dystrykt                          |
| LC-03   | Choiseul                         | dystrykt                          |
| LC-05   | Dennery                          | dystrykt                          |
| LC-06   | Gros Islet                       | dystrykt                          |
| LC-07   | Laborie                          | dystrykt                          |
| LC-08   | Micoud                           | dystrykt                          |
| LC-10   | Soufrière                        | dystrykt                          |
| LC-11   | Vieux Fort                       | dystrykt                          |
| LC-12   | Canaries                         | dystrykt                          |